# جانوس ناغي
جانوس ناغي (بالمجرية: Nagy János)‏ (7 أغسطس 1992 بسولنوك في المجر - ) هو لاعب كرة قدم مجري في مركز الوسط. شارك مع منتخب المجر تحت 21 سنة لكرة القدم. أما مع النوادي، فقد لعب مع نادي أويبست وSzigetszentmiklósi TK ‏.

## وصلات خارجية
- جانوس ناغي على موقع قاعدة بيانات كرة القدم.إي يو (الإنجليزية)
- جانوس ناغي على موقع Soccerway.com (الإنجليزية)